# Krzysztof Uklejewicz
Krzysztof Uklejewicz (* 5. Juni 1984) ist ein früherer polnischer Biathlet.
Krzysztof Uklejewicz startete für den AZS AWF Katowice. Seit 2003 bestritt er internationale Wettkämpfe im Junioren-Europacup. Bei den Junioren-Europameisterschaften 2005 in Nowosibirsk belegte er die Ränge 21 im Einzel, 19 im Sprint und 16 in der Verfolgung. Mit Stanislaw Kepka, Mirosław Kobus und Adam Kwak wurde er zudem Fünfter mit der Staffel Polens. Bei den folgenden Weltmeisterschaften in Kontiolahti belegte er die Plätze 79 im Sprint, 53 im Einzel und elf im Staffelrennen. Seit der Saison 2005/06 trat Uklejewicz bei den Herren im Biathlon-Europacup an. Einzig bei einem Verfolgungsrennen 2007 in Nové Město na Moravě konnte er in die Punkteränge laufen. Die Winter-Universiade 2007 in Turin erbrachten die Ränge 24 im Einzel und 16 im Massenstart. Bei den Polnischen Meisterschaften 2006 in Kiry gewann Uklejewicz mit Grzegorz Bodziana, Łukasz Witek und Michał Piecha mit der Staffel des AZS AWF Katowice den Meistertitel.